# 王禎和
王禎和（1940年10月1日—1990年9月3日），是一位生於臺灣花蓮的作家。

## 生平概略
民國39年 (1950年)，王禎和首次離開花蓮，民國47年前往國立臺灣大學外文系就讀。不久，他首次發表作品《鬼。北風。人》於白先勇所創辦的《現代文學》雜誌上。
1961年，張愛玲前往臺灣訪問，並與白先勇、王文興、歐陽子等作家對談；《鬼。北風。人》一文吸引張愛玲注意，她更隨王禎和前往花蓮遊覽，並在隨後鼓勵王禎和繼續創作；此後，王禎和更加專注於於小說創作，並致力於追求純粹的文學藝術。
自1961年到1980年，他總共創作二百篇長篇及短篇小說，並另外寫作戲劇、著譯書目、影評與雜文。
1966年，任亞洲航空職員。1967年，轉任國泰航空職員。1969年，任職臺灣電視公司編審組。1972年，前往美國參加国际写作计划。1973年，返回臺灣，任職臺視企劃組。1976年，於臺視文化公司《電視周刊》撰寫專欄〈走訪追問錄〉。1977年，任職臺視影片組。1977年5月，於《電視周刊》第761期開始長期撰寫影評。1979年，罹患鼻咽癌，返回花蓮休養。 
1990年9月3日，因鼻咽癌逝世。

#### 年表
- 1940年（民國29年），出生在台灣東部的花蓮。
- 1959年（民國48年），就讀臺大外文系。[5]
- 1961年（民國50年），處女作《鬼。北風。人》發表在《現代文學》雜誌。
- 1964年（民國53年），畢業，至軍中服役。
- 1965年（民國54年），退伍後回到花蓮當英文老師。
- 1966年（民國55年），至亞洲航空工作。
- 1967年（民國56年），發表小說於⟨⟨文學季刊⟩⟩，並轉任臺北國泰航空公司職員。
- 1969年（民國58年），進入電視圈，後來到臺灣電視公司編審組正式任職。同年，與同鄉林碧蓮小姐結婚。
- 1972年（民國61年），前往美國愛荷華大學參加國際作家工作室。
- 1973年（民國62年），返台並轉任台灣電視公司企劃組。
- 1976年（民國65年），於⟨⟨電視週刊⟩⟩撰寫「走訪追問錄」專欄。
- 1977年（民國66年），調至台灣電視公司影片組擔任編導工作。
- 1979年（民國68年），罹患鼻咽癌，返回花蓮休養。
- 1990年（民國79年），終因癌症併發心臟衰竭，享年五十。[6]

## 寫作風格
王禎和的作品中有濃厚的鄉土氣息，被歸類為鄉土文學作家，他曾說過一個作家應該寫他最熟悉的的東西，在他的作品中的內容都是他從小在花蓮所目睹、所聽聞的。尉天驄在王禎和去世之後接受記者訪問，認為王禎和作品可分為兩類，一是以花蓮為主，描寫下層社會小人物，王禎和特別喜歡把小地方的人事拿出來和大都市的做比較。出現在他筆下的人物不脫卑微、憨厚，他們奮鬥不息的精神，將人性的純真表露無遺。第二類是諷刺一些迎合社會的中產階級，如《美人圖》。
王禎和的寫作技巧受到西方戲劇文學影響，特別是大二時閱讀到的尤金‧歐尼爾和田納西‧威廉斯的作品。尤金‧歐尼爾《榆樹下的慾望》對人性的描寫，特別感動他。這些影響在他第一篇小說《鬼、北風、人》的取材、架構上能夠看得出來。他認為中國小說缺乏西洋戲劇中，對人物、場景直接明快的表現手法，因此要求自己的小說創作也能抓住『戲』的部分寫。他覺得小說要有真實感，而這表現在語言、對白和感情上，再加上有血有肉的主題和故事架構才算完成。
王禎和作品的社會背景大概是在1966年前、台灣經濟轉型期時，居住在花蓮的小人物們所身處的環境；內容則多是台灣因當時資本主義的成長和滲透下，對這些擁有樸實苦幹性格的小人物們所造成的影響。
他的小說作品看似冷酷，但仍然有著鄉土社會的淳樸，帶有自然主義的特色。筆下人物大都是鄉土的小人物，他們生活困苦的原因除了命運，其實也有來自性格的缺陷的部分。王禎和是理智型的作家，故意與小說人物保持距離，甚至用滑稽的寫法曝露小人物們可笑的一面。讀者可以因此避免過度認同他們的可憐，在感動之餘能有所思考。
在語言風格方面，他融匯中文、英文、臺語和中國各省方言寫出了台灣的地道鄉土文學。

## 小說作品

### 〈嫁粧一牛車〉
短篇小說〈嫁粧一牛車〉發表於西元1967年，主角萬發是個重聽的人，平日靠替人拉牛車賺取微薄薪水，妻子阿好好賭，已經賣掉三個女兒來抵債，貧窮的一家人只能住在墳場旁。不久來了新鄰居簡姓鹿港人，簡底很快與阿好有了姦情，但同時也提供萬發家經濟支援。雖然萬發也曾試著將簡底趕出去，最後卻因為簡底給他一輛牛車，並繼續給萬發一家人經濟支援，不得不讓簡底與他共享妻子，萬發也成為村裡的笑話。
〈嫁粧一牛車〉的故事原型是王禎和小時候從親戚口中聽過的真實故事，這篇小說描述了底層人物的悲哀，為了生存只能委曲求全接受妻子的外遇，已然失去人的尊嚴與家庭倫理。王禎和在寫人物對話時，大量運用「臺灣話」，又打亂句子的語法，製造出荒謬、可笑、悲哀的小說氛圍，也更貼近鄉土人物的日常用語。

### 《美人圖》
長篇小說《美人圖》發表於1981年，為短篇小說〈小林來台北〉的延伸。王禎和在航空公司的工作經驗，讓他接觸了形形色色的航空公司職員，這也成為長篇小說《美人圖》的寫作題材。《美人圖》分為上、下兩章，故事主角小林是個從鄉下來到臺北工作的年輕人，他白天在航空公司當工友，晚上則到補校進修。從來到都市工作的小林與他因為缺錢而北上籌錢的父親眼中，看到一群崇洋媚外、心靈扭曲的航空公司主管、職員，最後由室友小郭伸出援手，解決他們經濟上的困難。小說第二章進一步描寫1979年臺美斷交後，航空公司的職員們被迫寫下「愛國信件」，但他們的內心是向著美國的。最後愛國活動無疾而終，航空公司甚至在他們的朝會上播放美國國歌，本土意識蕩然無存。《美人圖》揭示當時嚴肅的社會問題：當強勢文化入侵，本土文化該如何自處？
《美人圖》是諷刺小說，美人指的是一群唯利是圖，崇尚美國，自認高人一等的華人。王禎和創造許多對比人物，用善良的小林、小郭、小鄺凸顯其他航空公司職員的醜惡，更細細刻劃不同人物的外貌、表情、聲音、舉止。更用小說人物英文名字的諧音，製造出詼諧、諷諭的效果。

### 《玫瑰玫瑰我愛你》
長篇喜劇小說《玫瑰玫瑰我愛你》發表於1984年，起源於作者小時後第一次看見美軍來到花蓮度假，當時為了招待美軍而蓋了酒吧，讓作者大開眼界。《玫瑰玫瑰我愛你》故事背景在台灣的花蓮縣花蓮市，場景在教堂裡，從「吧女訓練班」開訓典禮前到典禮結束，整個故事不過短短幾個小時，中間不時用回憶的手法敘述以董斯文為首的一群人，規畫如何在五天之內，將台灣本土的妓女訓練成可以伺候美國大兵的酒吧女，以賺取美國人的錢。
小說的命名由來是故事的最後，大家決定唱「玫瑰玫瑰我愛你」這首歌來迎接美軍。小說忠實呈現當時臺灣人使用的語言（日語、國語、台語、英語），尤其在兩種語言的諧音之間，展現了對時代、人生的諷刺。王禎和誇張的醜化小說裡的角色，塑造出一群形象生動又滑稽的人物，第一是當時的知識份子，第二是公娼館的負責人「四大經理」，每個人說話的方式都反映了那個人的身分背景。整個故事諷刺當時工商社會所帶來的「唯利是圖」、「大利滅親」、「笑貧不笑娼」等風氣。

## 影視改編
王禎和除了自己創作小說外，也會將自己的小說改編為劇本，其中翻拍為電影之後上映的作品如下： 
《嫁妝一牛車》
- 電影：1984年3月改編之後由蒙太奇電影公司拍攝，同年4月由遠景出版社出版劇本，導演為張美君，由當紅鄉土演員陸小芬、陳震雷、金塗等人擔綱主演。並在同年10月參加多倫多影展。

《嫁妝一牛車》《香格里拉》《倆隻老虎》
- 電視劇：2001年由台視改編為作家劇場<迷你電視劇>，由青睞影視公司製作，劉議鴻/陳坤厚/瞿友寧導演操刀，《嫁妝一牛車》並拿下當年新加坡影視大賞〈最佳戲劇〉及休士頓國際影展《銅櫻花獎》演員為陳亞蘭、柯叔元、龍劭華。

《美人圖》
- 1985年4月改編電影劇本，由湯臣影業公司拍攝，張美君執導，孫曉威、楊慶煌、趙舜、劉玉慧等人出演。

《玫瑰玫瑰我愛你》
- 1985年12月改編，由蒙太奇電影公司拍攝，張美君執導，李立群、林哲雄、侯文貴、純芳等人領銜出演。此一劇本也獲金馬獎「最佳改編劇本獎」提名。

《老鼠捧茶請人客》
- 2019年1月改編，由青睞影視公司製作拍攝，林博生導演，演員為陸弈靜、李千那、傅子純

其他有改編為劇本，但並未翻拍為電影上映的有：
〈小林來台北〉
- 1985年5月發表此一短篇的劇本版刊於《聯合文學》1卷7期。

《人生歌王》
- 1986年12月發表的劇本版刊於《自立晚報》10版。

## 代表作品
- 《嫁妝一牛車》。臺北市：金字塔，民國58年
- 《寂寞紅》。臺北市 : 晨鐘, 民59
- 《香格里拉》 : 王禎和自選集。臺北市 : 洪範, 民69
- 《從簡愛出發》。臺北市 : 洪範, 民74
- 《美人圖》。臺北市 : 洪範, 民74
- 《人生歌王》。臺北市：聯合文學，民國76年
- 《嫁粧一牛車》。臺北市 : 洪範,民82
- 《玫瑰玫瑰我愛你》。臺北市 : 洪範, 民83
- 《兩地相思》。臺北市 : 聯合文學出版 民87
- 《老鼠捧茶請人客》。臺北市 : 遠流出版 民95[19]